# バールフット
バールフット（バールフト）はインド中部のマディヤ・プラデーシュ州のサトナ地区（英語: Satna district）にある村である。村にあった仏塔の彫刻遺物で良く知られている。一つ一つの彫刻が描いている内容が、ブラーフミー文字で明示されていることが特徴。バールフットの仏塔を寄贈したのは、主にダナブーティ王である。
バールフットの彫刻は、インドの美術と仏教美術の最も初期の例の一つであり、アショーカ王の記念碑の芸術（紀元前260年頃）よりも遅く、サーンチーの第二塔（紀元前115年頃から）の柵のシュンガ時代初期の浮彫りよりわずかに遅れた時代のものである。サーンチー、 アマラヴァティ仏塔（英語: Amaravati Stupa）、その他のいくつかの遺跡の彫刻に比べ、質は垢抜けないところがあるが、概して良い状態で大量の彫刻が残っている。
最近の著者たちは、バールフットの柵の浮彫りの年代が、紀元前125年から100年頃であり、また明らかにサーンチー第二塔の後であるとした。バールフットの図像のほうが、はるかに発達していたからである。
トーラナと呼ばれる門は、柵よりわずかに遅れて作られ、紀元前100年から75年のものである。
歴史家のアジット・クマールは、バールフットの年代をもっと後の西暦1世紀とした。それは、年代のわかるマトゥラー美術（英語: Art of Mathura）の作品（特に支配者ソダサ（英語: Sodasa）の名を刻まれた彫刻）と様式を比較した結果である。
バールフットの遺物の多くは現在、コルカタのインド博物館にあり、他の遺物はインドおよび海外の博物館にある。今は、遺跡の現場には遺物がほとんど残っていない。
仏教は12世紀までバールフットで生き残り続けた。西暦1100年頃には小さな仏教寺院が拡大され、新しい仏像が設置された。
同じ時代の大きなサンスクリット語の碑文が遺跡で発見されたが、失われた様である。
これは、カラチリ（英語: Kalachiri）の王たちに言及している西暦1158年のラルパハド（英語: Lal Pahad）碑文とは異なる。
最近のいくつかの再評価では、シュンガ時代からバールフットを切り離し、むしろ仏塔を西暦1世紀の物とする傾向がある。それは、より年代のはっきりしたマトゥラー美術（英語: Art of Mathura）との芸術的類似性と、伝統的な古文書学の示唆によってバールフット碑文(特にダナブーティ碑文（英語: Dhanabhuti）)の古さが問題視された事とに基づいている。

## バールフットの仏塔

### 構造

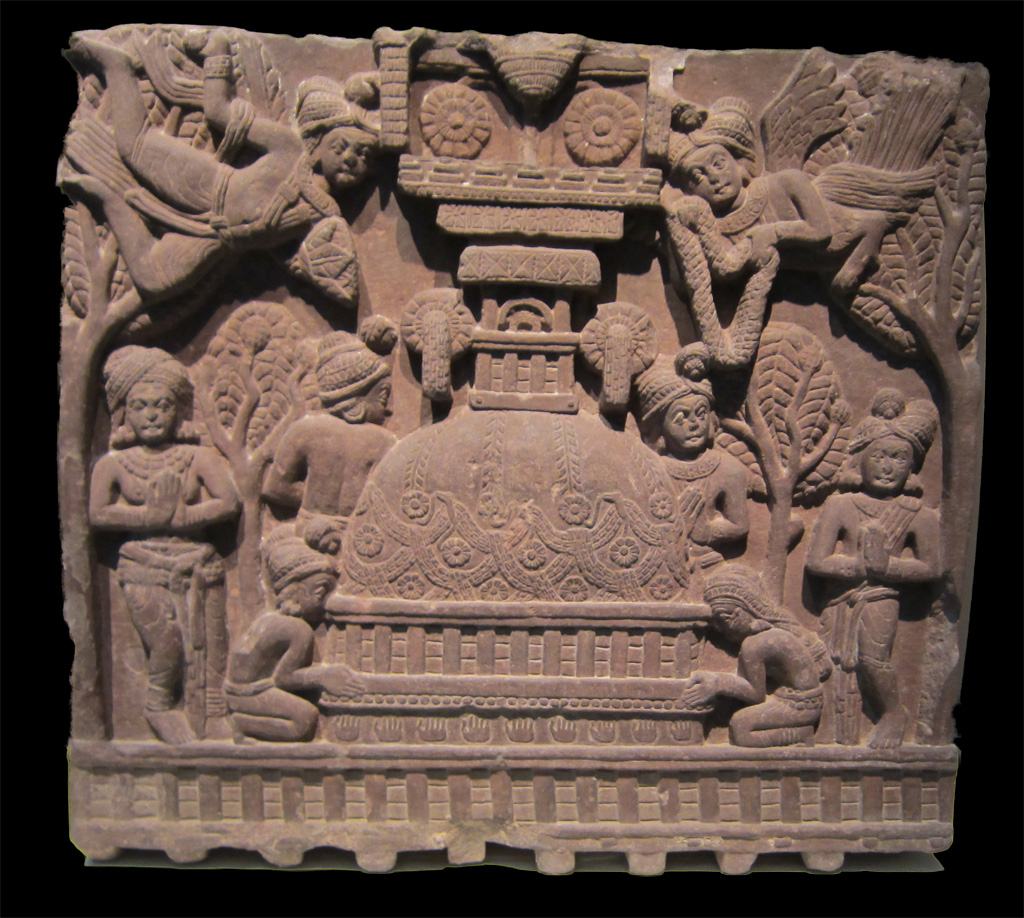
バールフットの仏塔、フリーズ (建築)の一つに刻まれたもの。 フリーア美術館

バールフットの仏塔は、紀元前3世紀にマウリヤ朝のアショーカ王によって最初に建てられたと考えられているが、多くの芸術作品、特に門と柵はシュンガ時代に追加されたように見られ、その多くの彫刻は紀元前2世紀以降のものだった。あるいは、作られた彫刻は、北部の仏教王国であるスガーナ朝（英語: Srughna）の治世中に追加されたものとも考えられる。
中央の仏塔は石の手すりと4つのトーラナという門で囲まれており、サーンチーと同様の配列である。 柵の大部分は復元されているが、4つのトーラナ門のうち 残っているのは1つだけである。
仏塔の門の柱にある銘文には、その建立について「ダナブーティ（英語: Dhanabhuti）によるスガ族の統治時代に」と言及されている。使用されている表現は「Suganam Raje」であり、「シュンガ朝の統治時代」を意味する可能性があるが、北部の仏教王国である「スガーナ朝の統治時代」である可能性もあり、曖昧さがないわけではない。
インドの銘文記録に「シュンガ(Shunga)」という名前の実例は他には無い。
碑文には次のように書かれている。

1. Suganam raje raño Gāgīputasa Visadevasa

2. pautena, Gotiputasa Āgarajusa putena 

3. Vāchhīputena Dhanabhūtina kāritam toranām
 
4. silākammamto cha upamno.

スガ族（スガーナ族またはシュンガ族）の治世中に、門は作られることになり、ガーギーの息子であるヴィサデーヴァ王の孫であり、ゴーティの息子であるアーガラジュの息子である、ヴァーチーの息子である、ダナブーティにより石細工は贈られた。—門柱にあるダナブーティの碑文
仮に「シュンガ族」と特定して解釈すると、ダナブーティ王は仏教の記念碑に多大な献身を捧げているが、シュンガ族の君主たちはヒンドゥー教徒であったことが知られているので、ダナブーティ自身はシュンガ王朝のメンバーではなかったと思われる。彼はシュンガの歴代君主のリストからも知られていない。「シュンガの治世中」という彼の言及はまた、彼自身がシュンガの支配者ではなく、シュンガの属国、またはコーサラやパーンチャラなどの近隣領土の支配者であった可能性があることを示唆している。

### 建設者

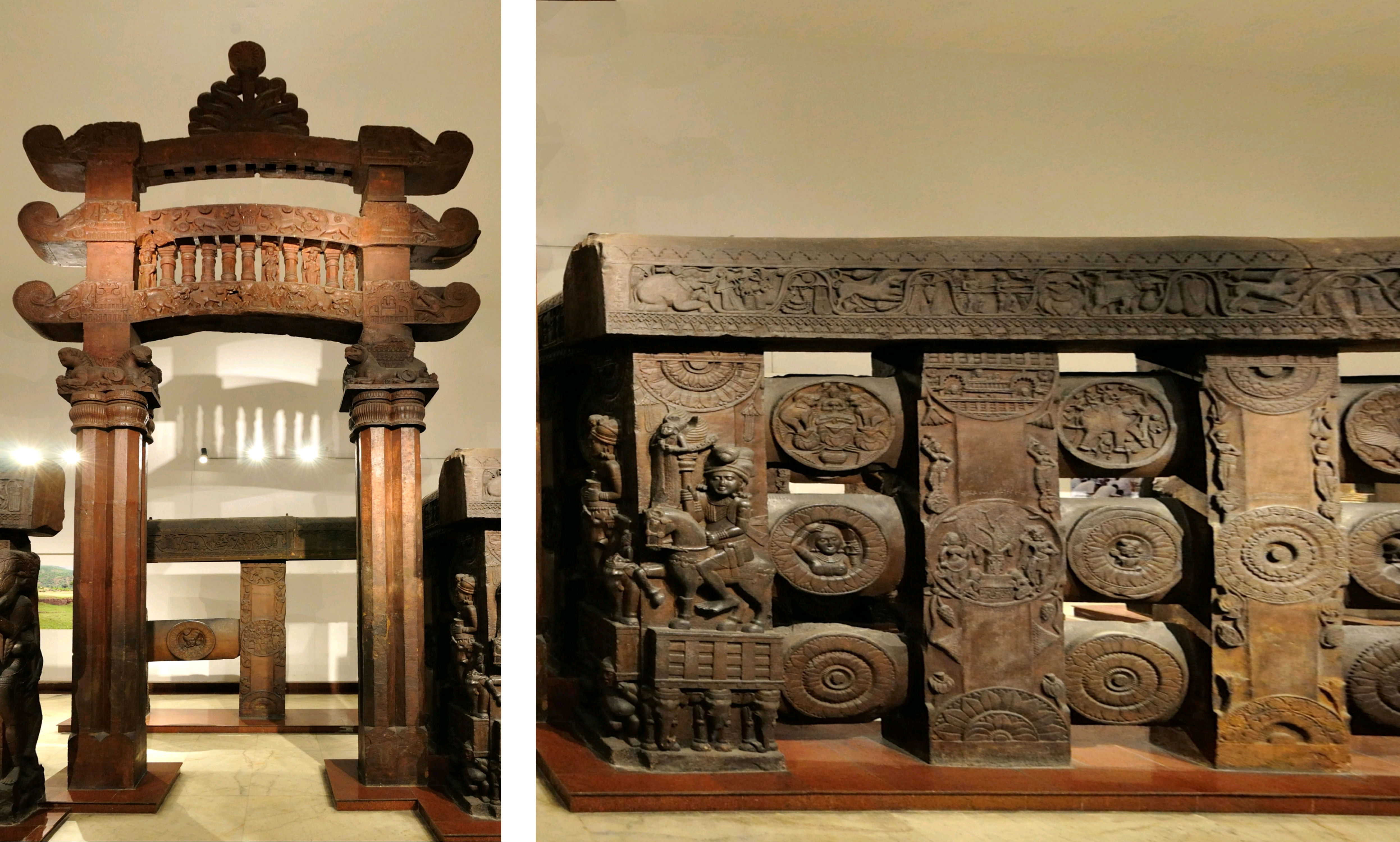
門（左）は 北部（おそらくガンダーラ）の石工が、カローシュティー文字を用いて作ったもので、柵（右）は、石工が地元のブラーフミー文字を用いて作った。

カローシュティー文字の石工のしるしが、バールフットの遺物のいくつかの要素で発見されており、建設者の一部が少なくとも北部、特にカローシュティー文字が使用されていたガンダーラ出身であることを示している。 カニンガムは、カローシュティー文字が門のアーキトレーブの間の欄干で発見されたが柵では見つからず、柵に付いた文字記号はすべてインドのものだったと説明し、芸術的により洗練された門は北部の芸術家によって作られ、柵は地元の芸術家によって作られたと要約した。

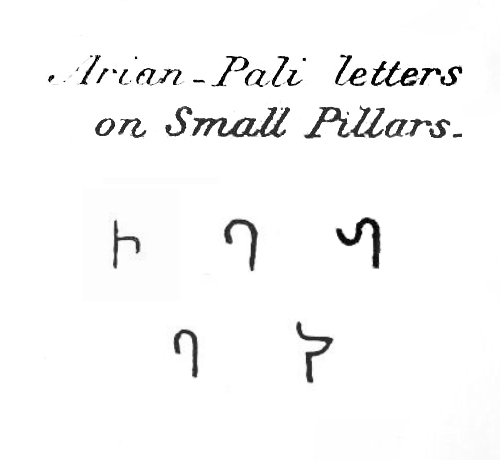
バールフットの東門にあるカローシュティー文字の石工のしるし門全体で8個のしるしの内5個が小柱の基部で見つかった。𐨤 pa, 𐨀 a, 𐨦 ba, 𐨯 sa

一部の著者によれば、ヘレニズム時代の彫刻家はバールフットやサーンチーとも何らかの関係があったという。全体の構造とさまざまな要素は、縦溝付きの鐘や背中合わせのペルセポリス並びの柱頭、ヘレニズムの炎のパルメットの（スイカズラ/Honeysuckleとも言う）モチーフの多用など、ヘレニズムやその他の外国の影響を示している。
しかしこの門は、貢献した人々の出身地に加え、その形に非常に強いインドの特徴を残している。
柵は、紀元前125年から100年頃に最初に建てられた要素だったようである。 偉大な門は、紀元前100年から75年頃に後から建設されている。美術的な見地から、柵の装飾は、サーンチー第2仏塔（英語: Sanchi Stupa No.2）の装飾よりも様式的に遅い時代のものと考えられており、柵の浮彫りの年代は紀元前100年頃、門の年代は紀元前75年であることが示唆されている。

### 発掘

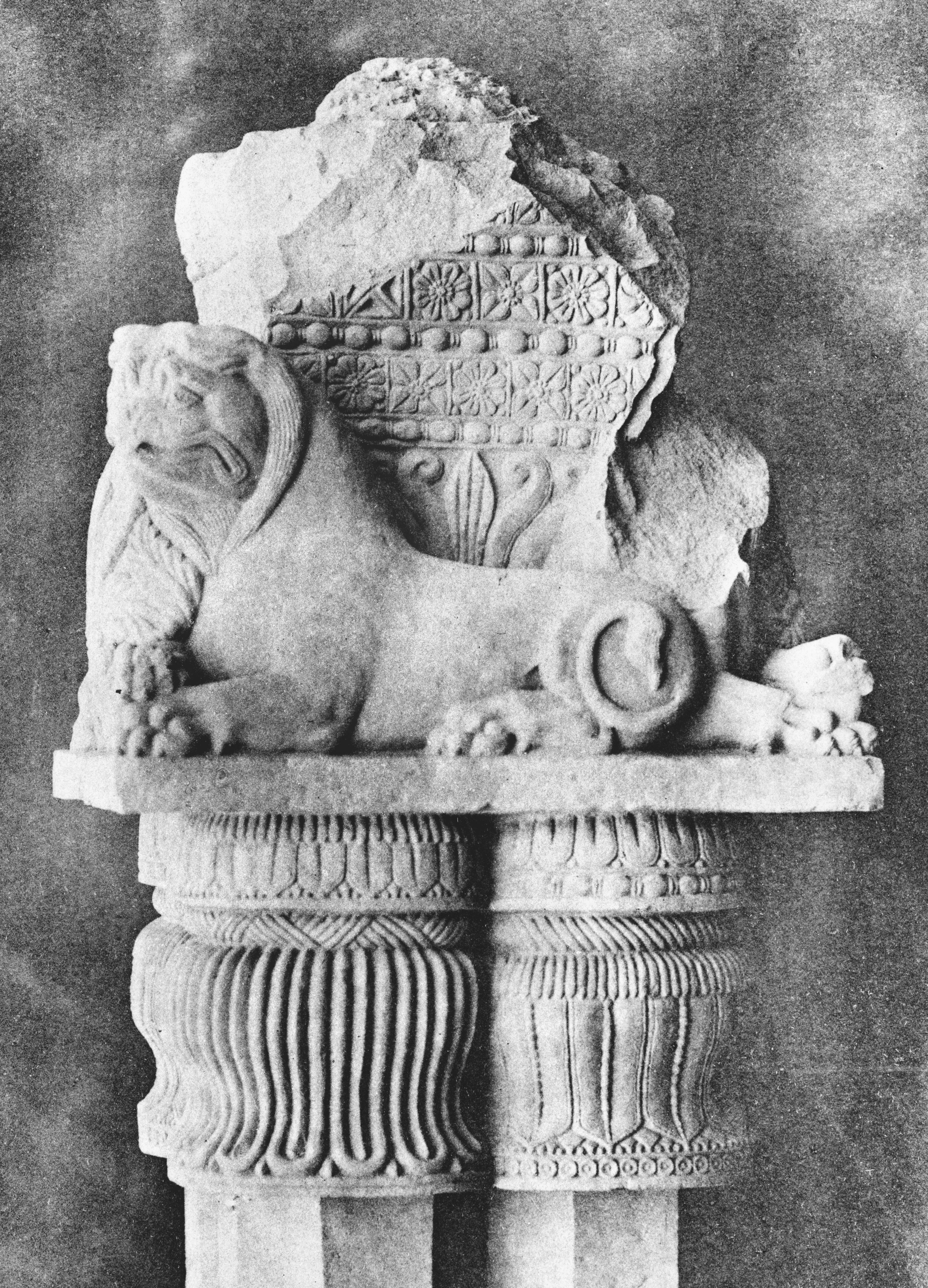
ロゼットとビーズとリールと炎のパルメットの付いたバールフットの柱頭 designs.

1873年、アレキサンダー・カニンガムはバールフットを訪れた。翌年、彼はその場所を発掘した。カニンガムの助手であるジョセフ・デビッド・ベグラーは発掘を続け、多数の写真を通して作品を記録した。
シュンガ帝国時代の紀元前2世紀にさかのぼるバールフットの柱頭は、ペルシャ美術とヘレニズム美術の様式を取り入れたと考えられているバールフット建築の例であり、横たわる動物（アショーカ王の柱の様式）、および多くのヘレニズムの要素（ロゼットとビーズとリール）を持った中央のアンタの柱頭、および同じように中央にあるパータリプトラの柱頭に似た様式のパルメットデザインを備えている。
バールフットの複合施設には、中世の寺院（プレートII）が含まれ、その中には仏陀の巨大な姿や、ブラフマー、インドラなどの画像によって仏陀を示す彫刻の断片があった。ベグラーはまた、10世紀の仏教サンスクリット語の碑文を撮影したが、今は何も知られていない。
廃墟となった仏塔は（主要な構造の基礎しかないが(ギャラリーを参照)）まだバールフットにある。しかし、門と柵は解体され、コルカタのインド博物館で再組み立てされた。それらには、多くの仏陀の前世の誕生物語、またはジャータカの物語が含まれている。それらの多くは大きくて丸いメダリオンの形をしている。パネルの内の2つは、ワシントンのフリーア美術館 / アーサー・M・サックラー・ギャラリーにある。

## 初期インド美術の代表として

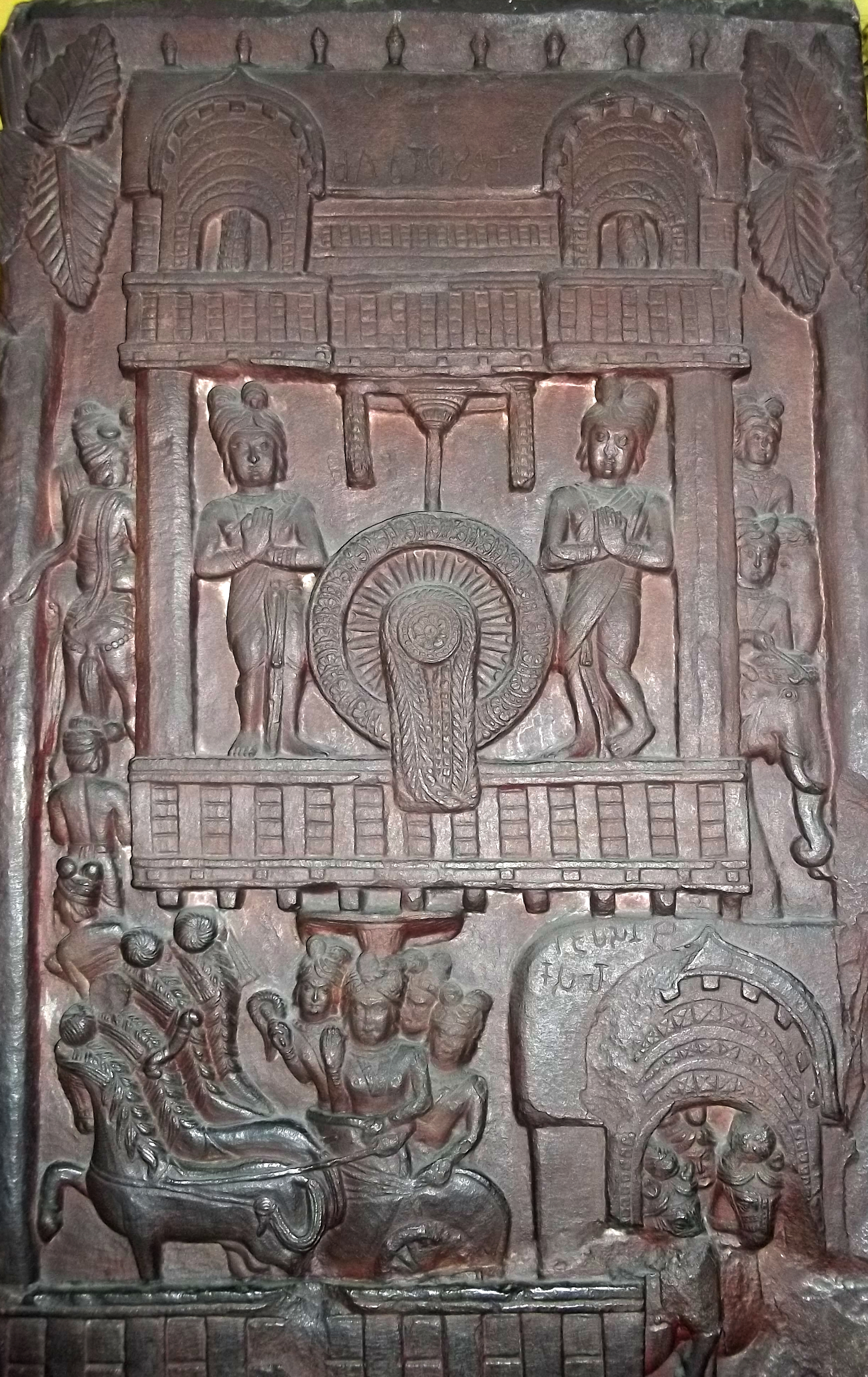
バールフットの浮彫り

仏教美術の初期段階には仏陀の像は用いられず、仏陀は法輪、菩提樹、空席、足跡、トリラトナ (三宝)の印などの象徴によってのみ表される。この様式はインド美術の初期段階を表しており、仏教の象徴主義により（インド・グリーク朝の兵士と思われる外国人一人を除いて）すべての人物がインドのドウティを身に着けて描かれている。
バールフットの彫刻は、サーンチー第2仏塔のレリーフや初期のアジャンターのフレスコ画よりわずかに後のものである。物語のパネルに含まれている文章は、バールフットのパネルの独特な特徴であり、しばしば人物を示している。

## 碑文
バールフットで見つかった碑文は、初期のインドの仏教と仏教美術の歴史をたどる上で非常に重要である。136の碑文が寄贈者たちに言及している。これらには、ヴィディシャー、プリカ（ヴィンディヤ山脈のどこかの町）、パータリプトラ（ビハール州）、カラド（英語: Karad）（マハーラーシュトラ州）、ボージャカタ（英語: Bhojakata）（マハーラーシュトラ州東部のヴィダルバ）、コーサンビー（ウッタル・プラデーシュ州）、ナーシク（マハーラーシュトラ州）の人物が含まれる。82の碑文は、ジャータカと仏陀と過去七仏の生涯、その他の物語、夜叉を描いたパネルの名札としての役目を果たしている。

## 構造と詳細
| バールフットの仏塔 | |
| 門 | |
| バールフットの東門。 | 元は4つあったバールフットの門の中で、東門だけが残っている。それは紀元前100年から75年（美術的分析に基づくと紀元前75年の可能性が高い）に作られた。従って、柵より後のものである。 職人たちはインド北西部（おそらくガンダーラ）出身であると考えられており、門の構造全体にガンダーラの文字であるカローシュティで石工のしるしが刻まれている（そのようなカローシュティの石工のしるしが門に7つ記録されている）。ガンダーラは当時のインド・グリーク朝の中核領土であり、これらの職人はおそらくヘレニズムの技術と様式を門の製造にもたらした。一方、地元のブラーフミー文字の石工のしるしは門にはなく、柵にのみ見つかり（ブラーフミーの石工のしるしが27個見つかった）、おそらく地元の職人が柵を作成したことを示している。 全体の構造とさまざまな要素は、縦溝付きの鐘や 背中合わせのペルセポリス並びの柱頭、ヘレニズムの炎のパルメットの（スイカズラ/Honeysuckleとも言う）モチーフの多用など、ヘレニズムやその他の外国の影響を示している。しかし、貢献した人々の出身地以外の面では、この門は非常に強くインド的な特徴を残している。 |
| アーキトレーブ（前面） アーキトレーブ（背面） | アーキトレーブには、仏陀への献身を見せる動物の場面が示されている（仏陀は中央の空の玉座で象徴されている）。 上のアーキトレーブ（正面のみ）には、2頭のライオン、1頭のグリフォン（左）、および人間の頭を持つ1頭のライオン（スフィンクスまたはマンティコア）がいる。 下のアーキトレーブには、仏陀の象徴のまわりに4頭の象と2人の信者がいる。 アーキトレーブの間には欄干の柱があり、そのうちのいくつかはインドの人物で飾られている。カローシュティの石工のしるしのうち5つ（門全体の合計では8つ）が、これらの柱の基部で見つかった。 同じような欄干の柱が上と中間のアーキトレーブの間にあったが、それらは失われている。 |
| 柵 | |
| | 柵の年代は紀元前125から100年だが、美術的な分析によれば紀元前100年である可能性が最も高いとされている。デザインは非常に発達しており、サーンチー第2仏塔より後のものと考えられている。石工のしるしはすべて地元のブラーフミー文字で、28個が発見されており、おそらく地元の職人が柵を作成したことを示している。柵はほぼ完全に浮彫りで覆われており、ジャータカと呼ばれる仏陀の前世から、歴史上の仏陀の生涯での出来事や祈りの場面まで、さまざまな場面が示されている。また、信者または寄贈者を表すと考えられている多くの独立したメダリオンがある。 |
| 祈りの場面 | |
| | 金剛座と菩提樹のまわりの大菩提寺。金剛座に関連するバールフットに刻まれた浮彫りによると、元々のアショーカ王の大菩提寺は柱で支えられた壁のない仮設の建物だった。中央には、4つの平らな付け柱で飾られた金剛座（またはVajrasana）が見える。金剛座の後ろには、建物の上にそびえる菩提樹の幹が現れ、木の両側には、トリラトナと法輪を組み合わせたシンボルが、短い柱の上に立っている。金剛座の部屋の両横には、同じ様式の部屋がある。金剛座の頂上は花で飾られているが、仏像はない。 浮彫りには"Bhagavato Sakamuni Bodhi"（世尊の釈迦牟尼の菩提(樹)）という碑文があり、それによって浮彫りの意味が確認される。 |
| | 三頂点の法輪(Tikutiko Chakamo).この浮彫りの上の碑文には、「Tikutiko Chakamo」、または「Three-pointed wheel" (of the law)」（三頂点の法輪）と記載されている。この場面は、象7頭と、頭が3つの偉大な蛇（またはナーガ）1頭が、2頭のライオンと共にこの非常に特殊な法輪への献身を示す姿を描いている。 |
| - 菩提樹の崇拝。 - 法輪の崇拝。 - 菩提樹の崇拝、ヤクシニー (夜叉)と共に。 - 王族の夫妻が仏陀を訪問。 - 法輪の礼拝。 | |
| 仏陀の生涯 | |
| | マーヤー夫人の夢：仏陀の処女懐胎 このマーヤー夫人の夢の彫刻は、仏陀の母が、身体に白い象が入る夢を見たことを物語っている。これが仏陀の受胎の瞬間である。眠っている女王は3人の付き添いに囲まれており、そのうちの1人は払子をはたいている。水差しが寝台の頭の近くに置かれており、その足下には香炉がある。仏陀の処女懐胎のテーマは、何世紀にもわたって繰り返され、ガンダーラ美術の重要なテーマでもあった。 この物語は、カルラエ司教のアルケラウス（英語: Archelaus (bishop of Carrhae)）（西暦278年）と聖ヒエロニムス（西暦4世紀）の両方が仏陀の名前に言及してその処女降誕の伝統を語っている事で、西洋の世界でも知られていた。この処女降誕の伝説は、仏教がキリスト教に影響を与えた（英語: Buddhism and the Roman world）ことを示唆している。- マーヤー夫人の夢、 サーンチー, 紀元前1世紀。 - マーヤー夫人の夢、ガンダーラ、西暦2~3世紀。 - マーヤー夫人の夢、マルダン。 - マーヤー夫人の夢、ガンダーラ、西暦2~3世紀。 |
| | シッダールタの髪を崇拝するパネルの下部には、帝釈天が支配した三十三天の神々の一団がいて、菩薩（悟りを開く前の仏陀）の髪を喜び、崇拝している。仏教の経典で語られている話では、宗教的な生活に入る前に、ガウタマは王子の衣服を脱ぎ捨て、剣で長い髪を切り落とし、空中に髪とターバンの両方を投げた。神々はそれらを三十三天に運び、そこで崇拝したということである。 |
| | 三十三天からサンカーシャへの仏陀の降下。. 仏陀の三十三天からの降下。三十三天は、母親のマーヤー夫人の生まれ変り先であり、仏陀自身が彼女に法を説くために昇った場所である。この奇跡はサンカーシャで起こったと考えられている。浮き彫りの中心には、仏陀が降りた奇跡のはしごがあり、梵天と帝釈天が付き添っている。はしごのふもとには、仏陀の存在の象徴である木と玉座があり、両側に信者がいて、仏陀が再び大地に戻ったことを示している。 |
| | 祇園精舎(祇樹給孤独園精舎)。 彫刻のすぐ下にある次の碑文は、ジェータ太子の森/祇樹林(Jetavana)の名前と それを建てたアナータピンディカ/給孤独(Anadhapediko)の名前を示している : "Jetavana Anadhapediko deti Kotisanthatena Keta" （アナータピンディカは、祇樹林を贈る、1層の(敷き詰めた)コティス(金貨)によりその森の購入者となった。）アナータピンディカ居士はジェータ太子の庭を、コティス（金貨）で1層敷き詰めた分の18コティの金で購入し、建設を始めた。彼は真ん中に仏陀のための仮設の建物を作った。いくつかの修行者用の建物がアナータピンディカによってジェータ太子の森に建てられた後、仏陀がラージャグリハからシュラーヴァスティーにやって来て、そこで長者のアナータピンディカに会われた。 世尊は、多くの比丘を伴って、祇園精舎に入られた。実に、アナータピンディカ居士は世尊にこう申し上げた。 ｢尊者よ、私は祇樹林でどうするべきでしょうか？｣ ｢では居士よ、祇樹林を現在と未来の四方の僧伽に差し上げなさい。｣ と尊者は述べ、実にアナータピンディカ居士は世尊に同意して、祇樹林を現在と未来の四方の僧伽に差し上げた。 彫刻家が目指していたのは、アナータピンディカによる設立の物語を説明しながら、偉大な祇園精舎の景色を見せることだったとみられる。手前には牛車があり、横にはくびきのない雄牛たちが座り、そのくびきは傾いて空中に描かれ、牛車が荷降ろしされたことを示している。その前には2人の男性がいて、それぞれが親指と人差し指の間に何か非常に小さな物を持っている。これらはアナータピンディカ自身と彼の会計係であり、カートに持ち込まれた金貨を数えている。それらの上には他の2人の人影が座り、忙しく作業して庭の表面を金貨で覆っている。購入の対価であるそれらの金貨はここでは互いに接触している正方形のかけらとして表わされている。左側には他の6人の人影、おそらくジェータ太子と彼の友人たちがいる。そして、構図の中央には、アナータピンディカ自身が、やかんのような器を両手に持っており、彼の贈与の完了の印しとして仏陀の手に水を注ごうとしている。アナータピンディカは、抜きん出て気前の良い行いと性格で知られるようになり、死後は兜率天に入り、菩薩となった。 |
| 仏陀の前世（ジャータカ） | |
| | 偉大な猿王のジャータカ（英語: Mahakapi Jataka） ジャータカのこの物語では、仏陀は、前世に猿の王だったときに自分の身体を犠牲にして仲間の猿たちに架け橋を提供し、人間の王の攻撃から逃れられるようにした。猿が横切って逃げている川は、短い部分ではあるが魚の図案で示されている。その真下では、感銘を受けた人間たちが毛布を差し出して、彼がそこから落ちたときに受け止めようとしている。一番下（物語の続き）では、仏陀と成るべき猿が今や回復して、王に説教する。（偉大な猿王のジャータカ。バールフット、西暦前100年頃。インド博物館、カルカッタ） 偉大な猿王のジャータカは、サーンチーの、このレリーフにも見られる。 |
| | ニグローダ・ミガ・ジャータカ / 鹿王のジャータカ。鹿王のジャータカは、ある前世で黄金の鹿として生まれた菩薩が、いかにして妊娠中のある牝鹿が屠殺されるのを防いだかという物語である。このメダリオンは3つのシーンを表している: 1. 逃げる4頭の鹿と、左端で振り返るそのうちの1頭、右端の弓を持った男は最初の場面を表している（狩りの場面）。 2. 左下に横たわって枝角のある鹿を見ている牝鹿は、2番目の場面を表している。妊娠中の牝鹿が今日屠殺される事になっているが、ニグローダという名の鹿王は牝鹿に去るように言い、牝鹿の身代わりになる。ニグローダ鹿王の後ろにいる料理人 / 屠殺人はこれを見ている（そして彼は、側近と共にやって来る王に話しに行く）。 3. 枝角のある鹿が中央に座り、（手を合わせて敬意を表して聞いている）王とその側近に説教するのが3番目の場面である。 1. 良い人と仲間になるべきということ。 |
| | クルンガ・ミガ・ジャータカ / 羚羊（カモシカ）のジャータカ。これは、森に住んでいた3人の友人、羚羊、啄木鳥（キツツキ）、亀についての物語である。ある日、羚羊が猟師の縄のわな（英語: Trapping#Snares）に捕まったので、亀が羚羊を解放しようと縄を噛んでいるとき、啄木鳥が不吉な叫びを上げたので、猟師は小屋にとどまった。羚羊は逃げたが、疲れ果てるまで努力した亀は猟師に捕まった。その後、羚羊は猟師の気を引いて森の中で自分を追いかけさせ、亀は逃げることができた。その羚羊は菩薩、つまり前世の仏陀であり、仏陀の弟子である舎利弗はその啄木鳥であり、同じく弟子である目犍連の前世はその亀であった。一方、仏陀の伝統的な敵である提婆達多は猟師だった。この物語の目的は、提婆達多の邪悪さ、そして前世から続く仏陀と弟子たちの友情と協力を明らかにすることである。 |
| | ムガ・パカヤ・ジャータカ(Muga Pakaya Jataka) / ムガパッカ・ジャータカ(Mugapakkha Jataka) / テーミヤ・ジャータカ(Temiya Jataka)。 これは「愚かな王子」の物語である。ヴァーラーナシーの王妃であるチャンダ・デーヴィには息子がいなかった。諸天の王である帝釈天は彼女を助ける決心をした。彼は、当時忉利天にいた菩薩（将来の仏陀）を説得し、彼女の胎内に降りるようにした。こうして菩薩は王妃の胎内に入り、生まれた時にはテーミヤと呼ばれた。その後、テーミヤは父親が王であることに気づいたが、彼は前世でヴァーラーナシーの王であり、その治世の終わりには地獄で2万年過ごすことになったため、王位を継承したくなかった。そこで継承を避けるため、彼は怠惰な愚か者を演じることに決めた。役立たずだったので、彼の父親は彼を殺す手配をし、戦車兵スナンダにその悪事を実行するように命じた。スナンダが準備のために墓を掘っていると、テーミヤは彼に自分の計略を説明した。スナンダは感銘を受け、沙門になり、テーミヤを信奉することを望んだ。その後、テーミヤは王と王妃に説教をした。彼らは感銘を受け、沙門になりたいという願いも表わした。すぐに、王国のすべての市民と2つの隣接する王国がテーミヤの信奉者になった。 浮彫りでは、テーミヤを王の膝の上の赤ん坊として示している（左上）。 そしてテーミヤが、墓地で墓を掘っている戦車兵スナンダの後ろに立っているのが見られる（右下）。そうしてテーミヤは沙門として、人々に演説をする（右上）。 |
| - Asadrisa ジャータカ。 - 牡牛と虎のジャータカ。 - Dasaratha ジャータカ。 - Chhandantiya ジャータカ。 - Isi-Singe ジャータカ。 - Latuwa ジャータカ。 - Naga ジャータカ。 - Yavamajhakiya ジャータカ。 - Yambumane-Avayesi Jataka or Andha-Bhuta ジャータカ。 - Kinara ジャータカ。 - Hansa ジャータカ。 - Monkey ジャータカ。 - Monkey ジャータカ。 | |
| 人物 | |
| | バールフト・ヤヴァナ（英語: Bharhut Yavana）。ギリシア人（正確にはインド・ギリシア人）は、明らかにこの時代のインド中央部の人々に知られており、"ヤヴァナス（英語: Yavanas）"と呼ばれていた。ここでは、ギリシアの戦士が仁王の役割に選任されている。彼の髪型（短い巻き毛に、ギリシアの王室のヘッドバンドを付けている）、チュニック、ブーツも、その証拠である。彼が右手で持っているブドウの木は、彼の生まれの象徴となっている。彼の幅広の剣の鞘には、仏教の象徴であるナンディパダ（英語: nandipada）が飾り付けられている。浮彫りの上に碑文があって、バールフット南西四半部の柵の柱の｢碑文55｣と分類されており、ブラーフミー文字で書かれていて、左から右に読む："Bhadanta Mahilasa thabho dânam" "尊師マヒラの柱の施し" |
| | ラクシュミー。今日、ラクシュミーはヒンドゥー教の重要な神であり、富と幸運、繁栄の女神である。しかし、かつてラクシュミーは仏教においても重要な神であり、豊かさと幸運の女神であり、現存する最古の仏塔や洞窟寺院に表わされていた。 象たちとラクシュミー（英語: Gajalakshmi）と呼ばれるこの典型的な図像は、彼女が蓮の上に立ち、2頭の象から清めの水が注がれていることを表わしている。 ラクシュミーは、すでに紀元前180年頃のインド・グリーク朝の硬貨に（蓮の花を持って踊る女性として）登場しており、後には紀元前1世紀のインド・スキタイ王国のコインにも登場している。 |
| - 帰依者 - 女性の胸像 - 蓮を持つ女性像 - 松明を持つ女性像 - 男女の像 - 男性像 - 柱の上の男性像 - 男性像 - 蓮を持つ男性像 - 花を持つ男性像 - 男性像 | |

| 発見時のバールフット                                                                                   |
| - 東門 - 柵の柱。 - 浮彫り群のある柱。 - 旦那（布施をする者）。 - 帰依者。 - （女）夜叉。 - 修復計画。 |

## 11-12世紀における生存

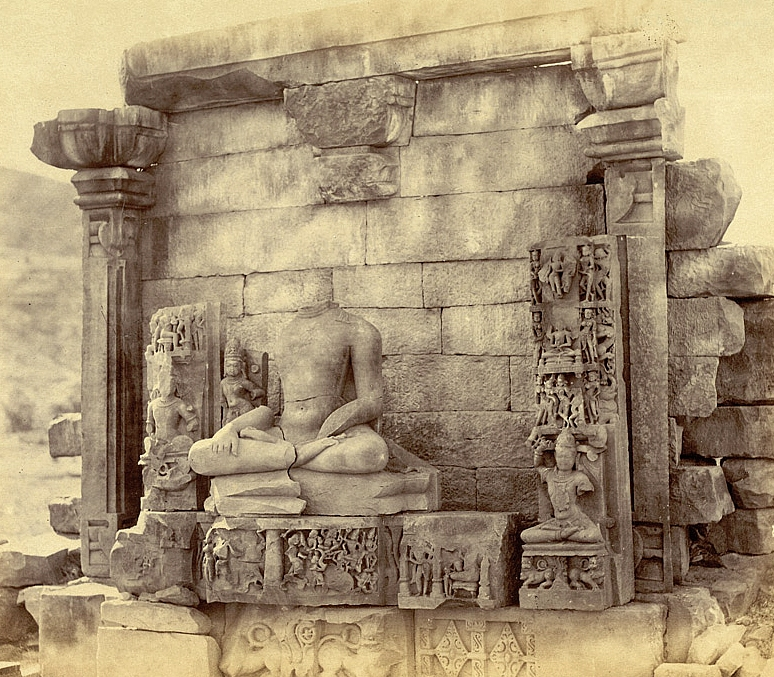
バールフットの仏像（11-12世紀）

サンスクリットの碑文に加え、年代を11-12世紀と推定できる仏像もヴィハーラの構造の一部として見つかっている。これは、この場所で仏教が11〜12世紀までうまく生き残ったことを立証しているが、11-12世紀に至るまでの間の年代と推定できるものは何も見つかっていない。
古い仏舎利塔の壮大な石の柵以外に、巨大な像がある中世の仏教寺院（ヴィハーラ）の遺跡と、西暦1000年より年代がそう古いとは思えない小さな仏像がいくつかある。したがって仏教の修行は、ほとんど全く中断することなく、ほぼ15世紀にわたって続けられた可能性があるように思われる。ムスリムの出現は至る所で仏教に最後の打撃を与え、彼らの偏狭さと不寛容は、バラモンたちが見逃して残存してきた数少ない遺構を一掃した。—アレキサンダー・カニンガム,、The Stûpa of Bharhut.、
　最もよく知られている遺構は紀元前及び紀元後1世紀のものだが、バールフットはサーンチーと同じように千年以上にわたって仏教僧院の中心施設として使用され続けた。しかし、バールフットの記念碑は最終的に破壊され、遺構のほとんどは地元の村人によって建築材料として使用された。

## バールフット及びサーンチーの周辺にて最近発見された仏教遺跡
サーンチーとバールフットの周辺で、西暦12世紀までの小さな仏舎利塔と仏像がいくつか発見されている。それらは、仏教がサーンチーとバールフットに限定されず、この地域に広まり、9-10世紀以降は大幅に衰退したものの、サーンチー複合施設自体と同様に12世紀まで生き残ったことを示している。 以下にそれらを挙げる：
- バンシプール村、ダモー[54]
- レーワ地区のマディガット[55]
- ブッダ・ダンダ、シングラウリ[56]
- ビラーリ、カトニ[57]
- クワルプル、サガル地区/バンサ・ダモー地区[58]
- デーウル・コータル（英語: Deur Kothar）、レーワ
- デーヴガル、ラリトプル[59]
- カジュラホー（博物館）[60]
- マホーバ[61]、 11-12世紀th。彫刻

## ギャラリー

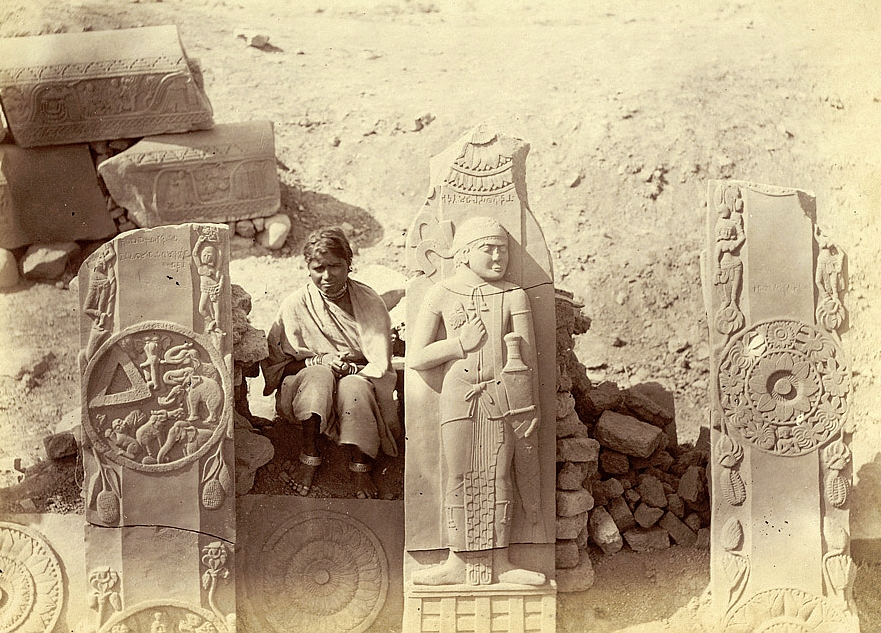
バールフット発掘調査、バールフト・ヤヴァナ（英語: Bharhut Yavana）と。
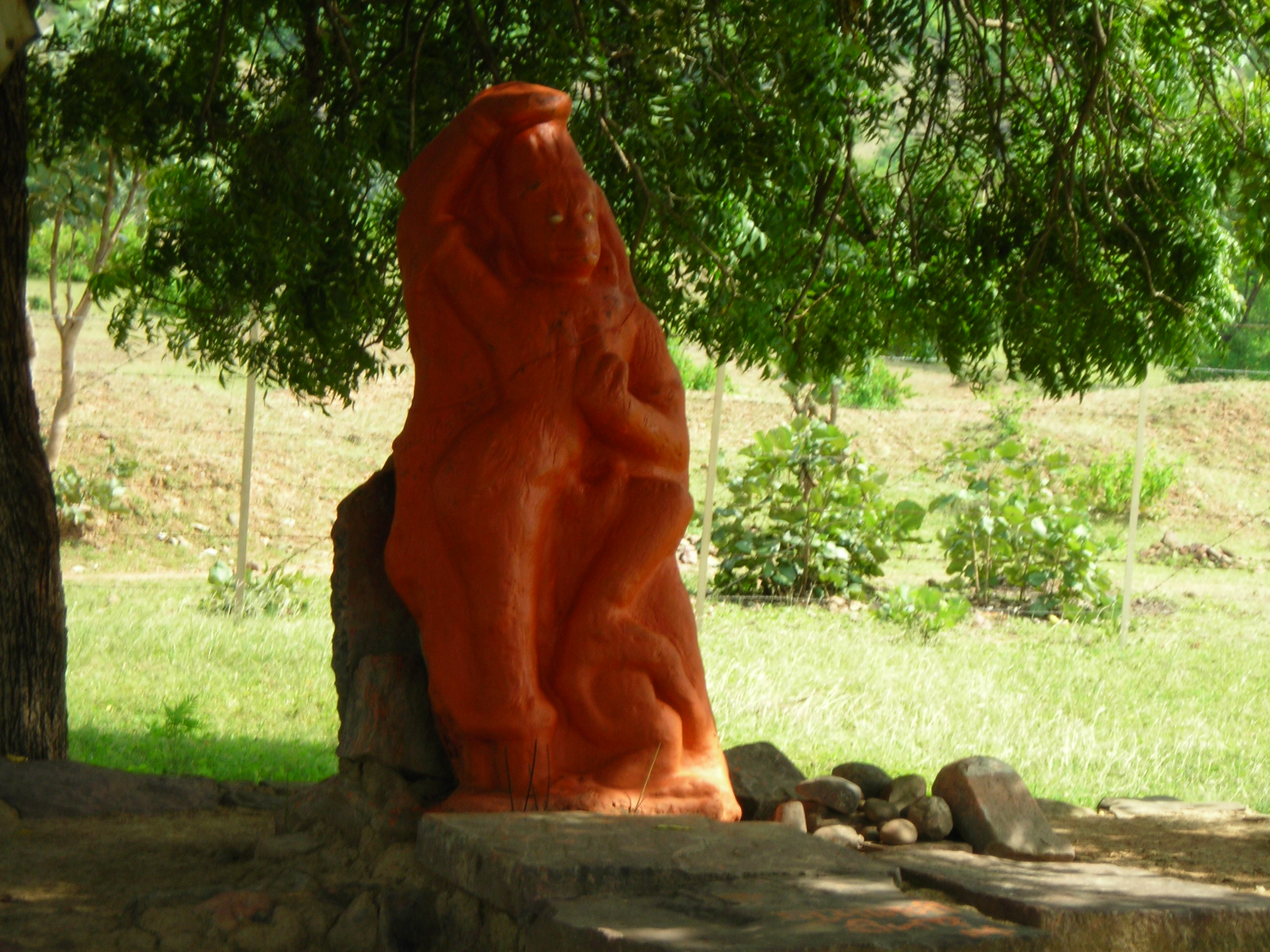
バールフットにある夜叉の浮彫り、地元の村人たちからハヌマーンとして崇拝されている。
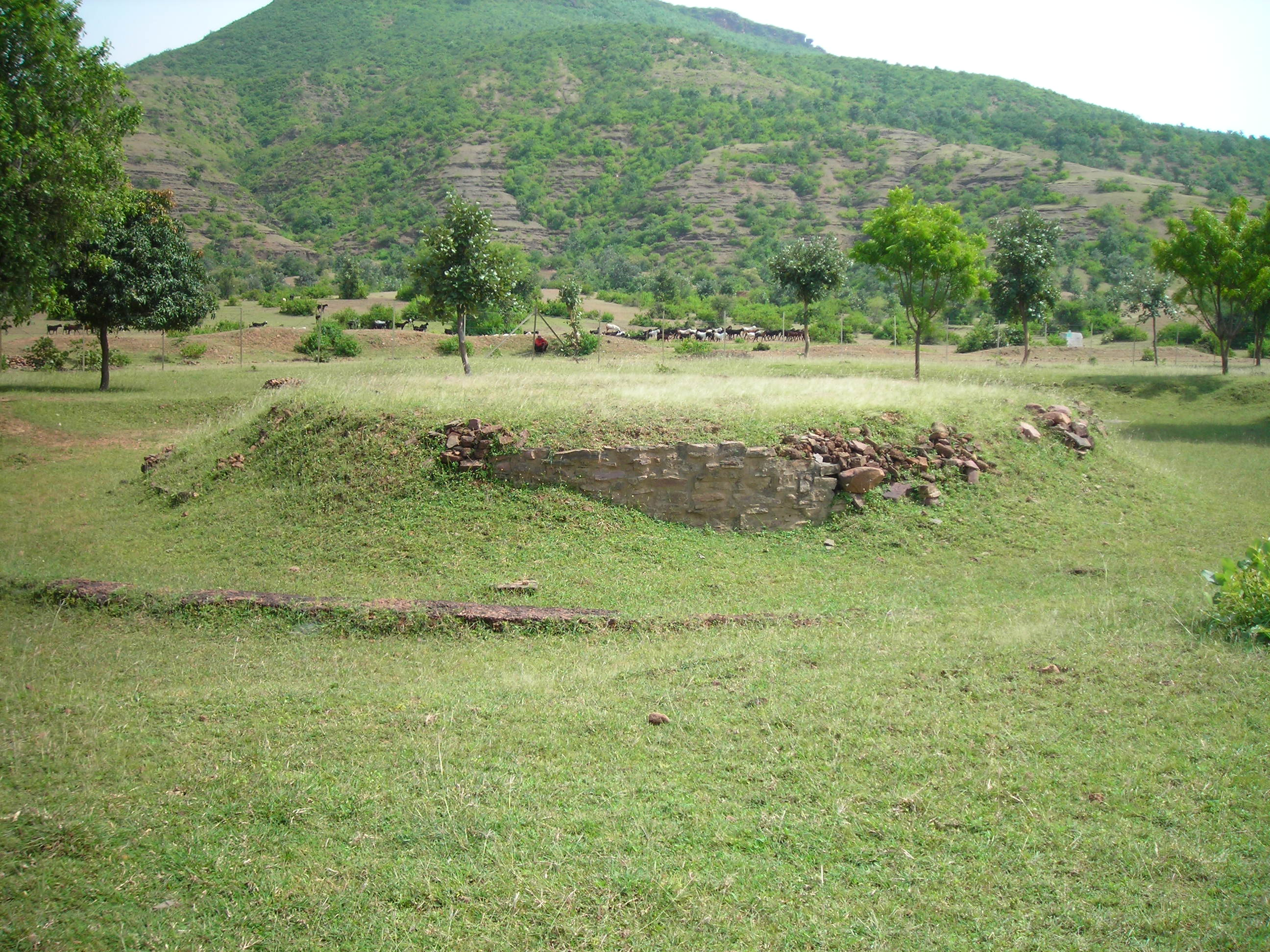
廃墟となったバールフット仏塔。その後ろに見えるのはラル・パハディ(赤い山)。
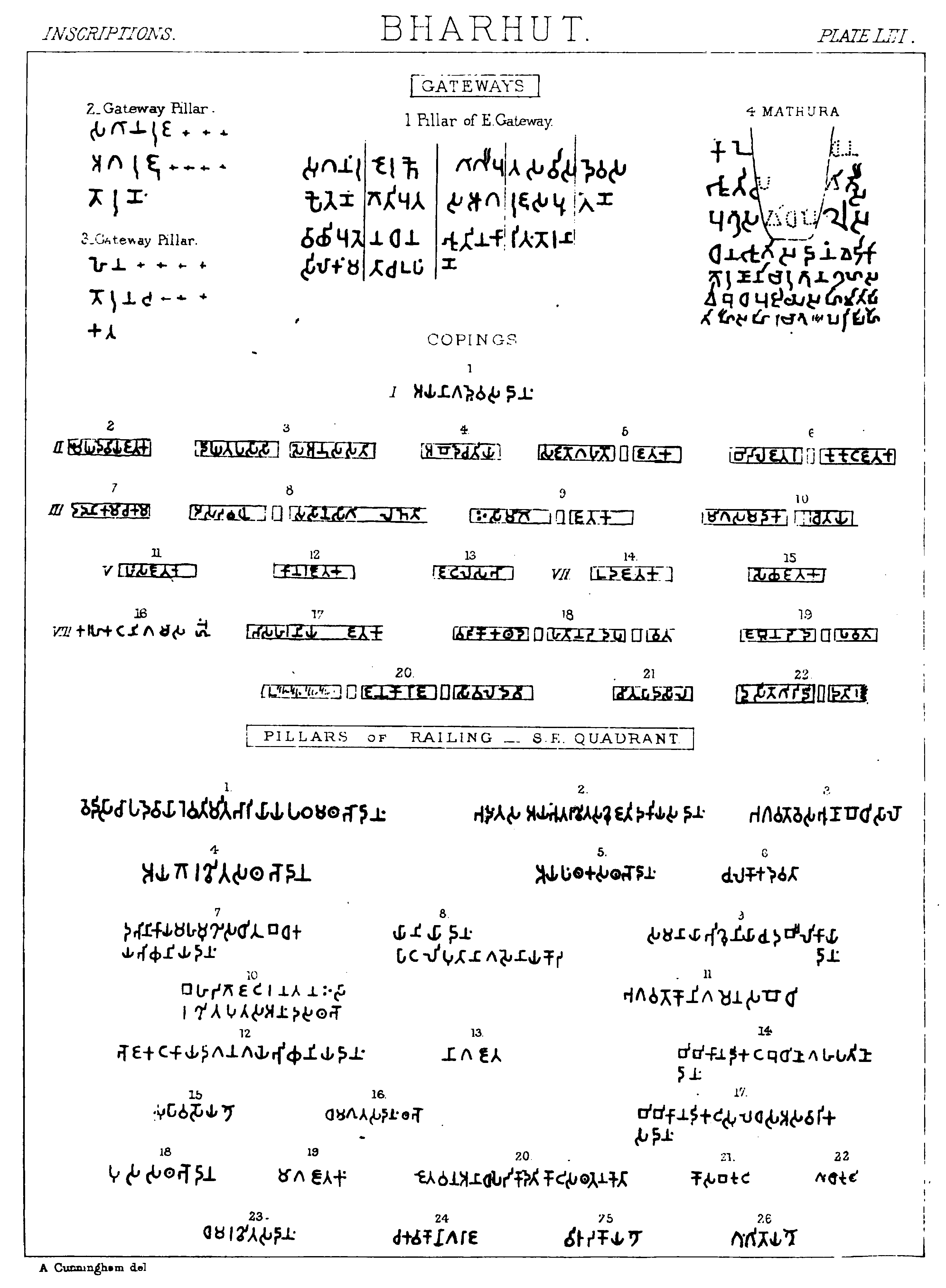
碑文
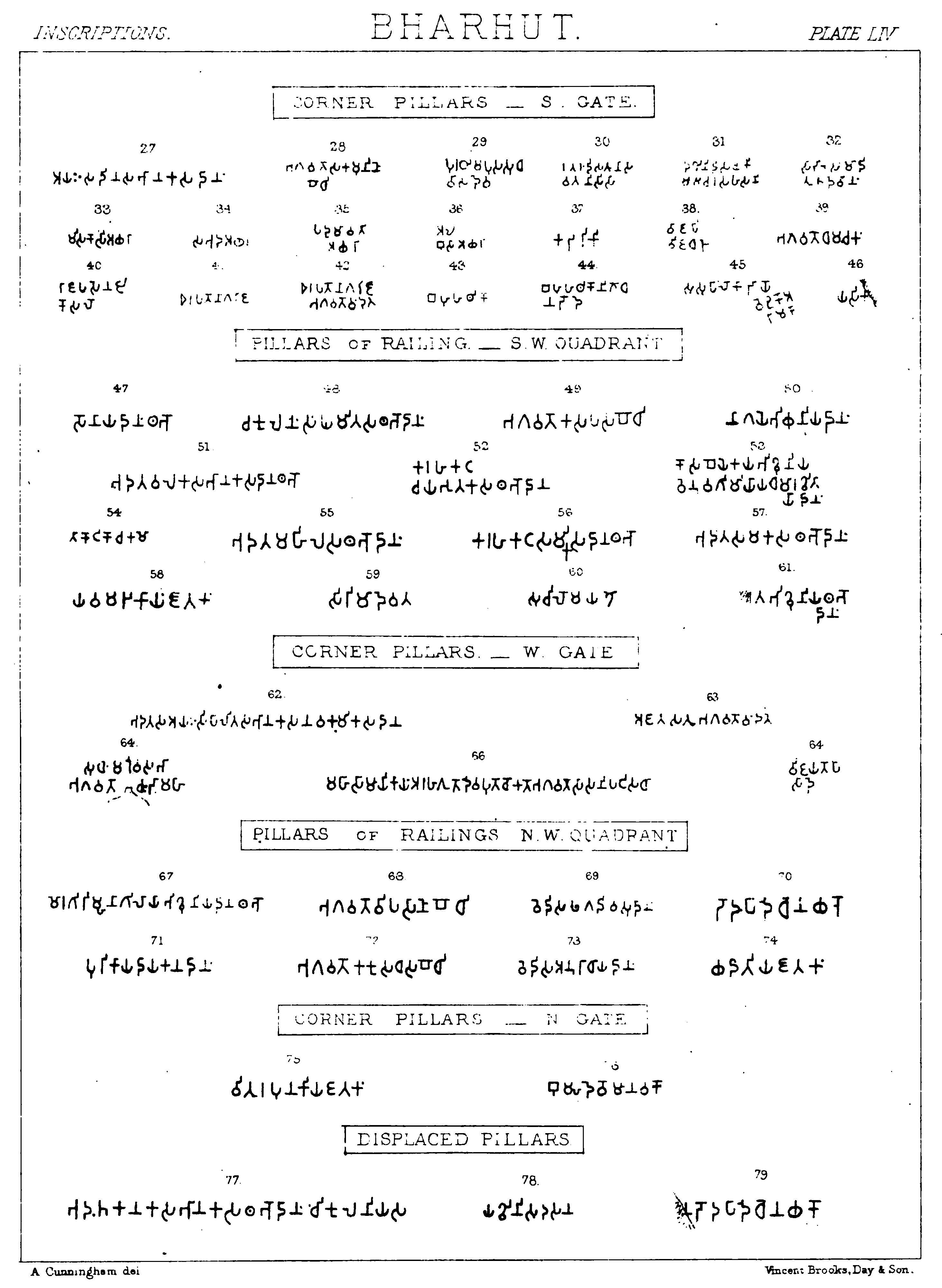
碑文
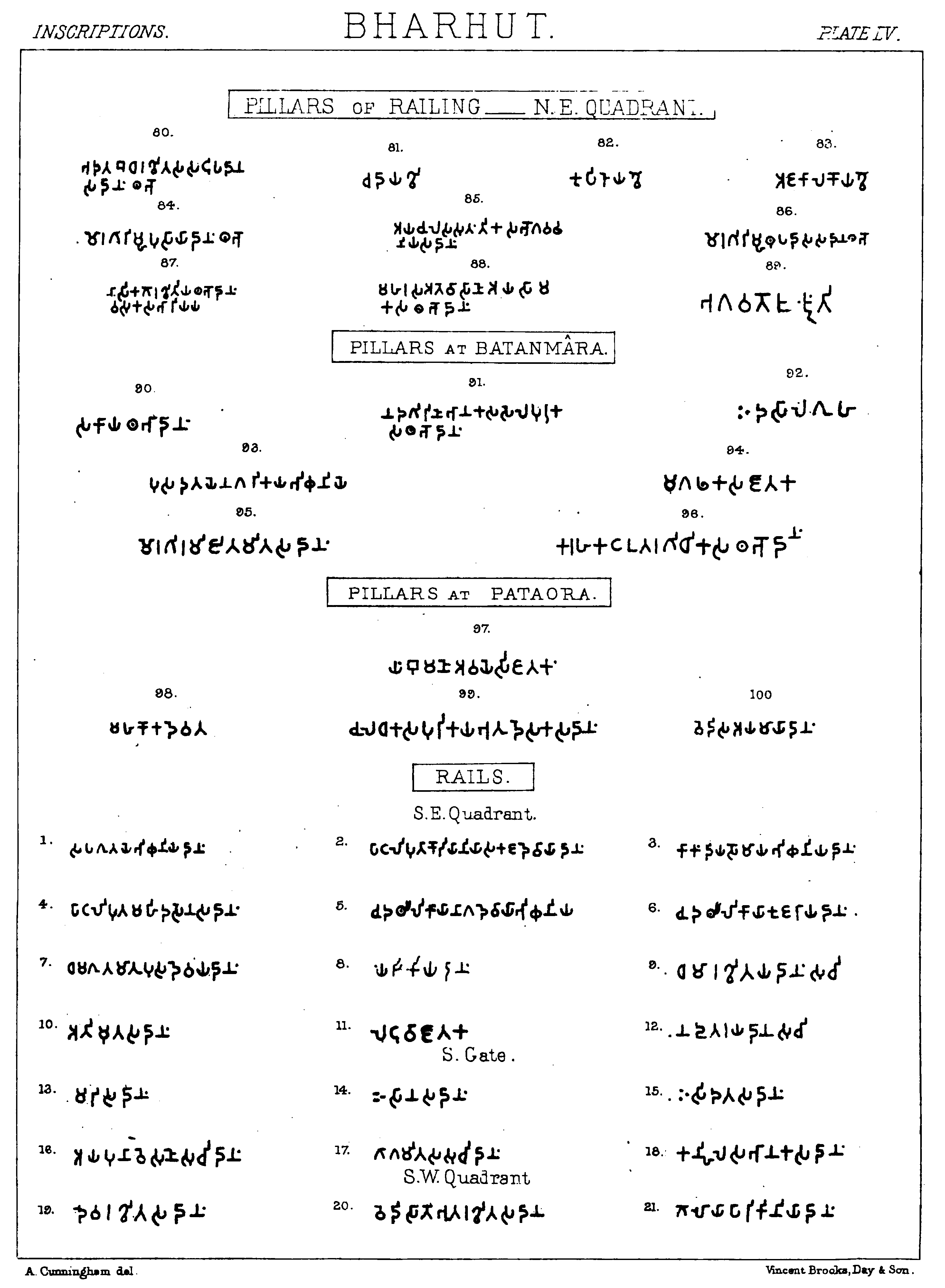
碑文
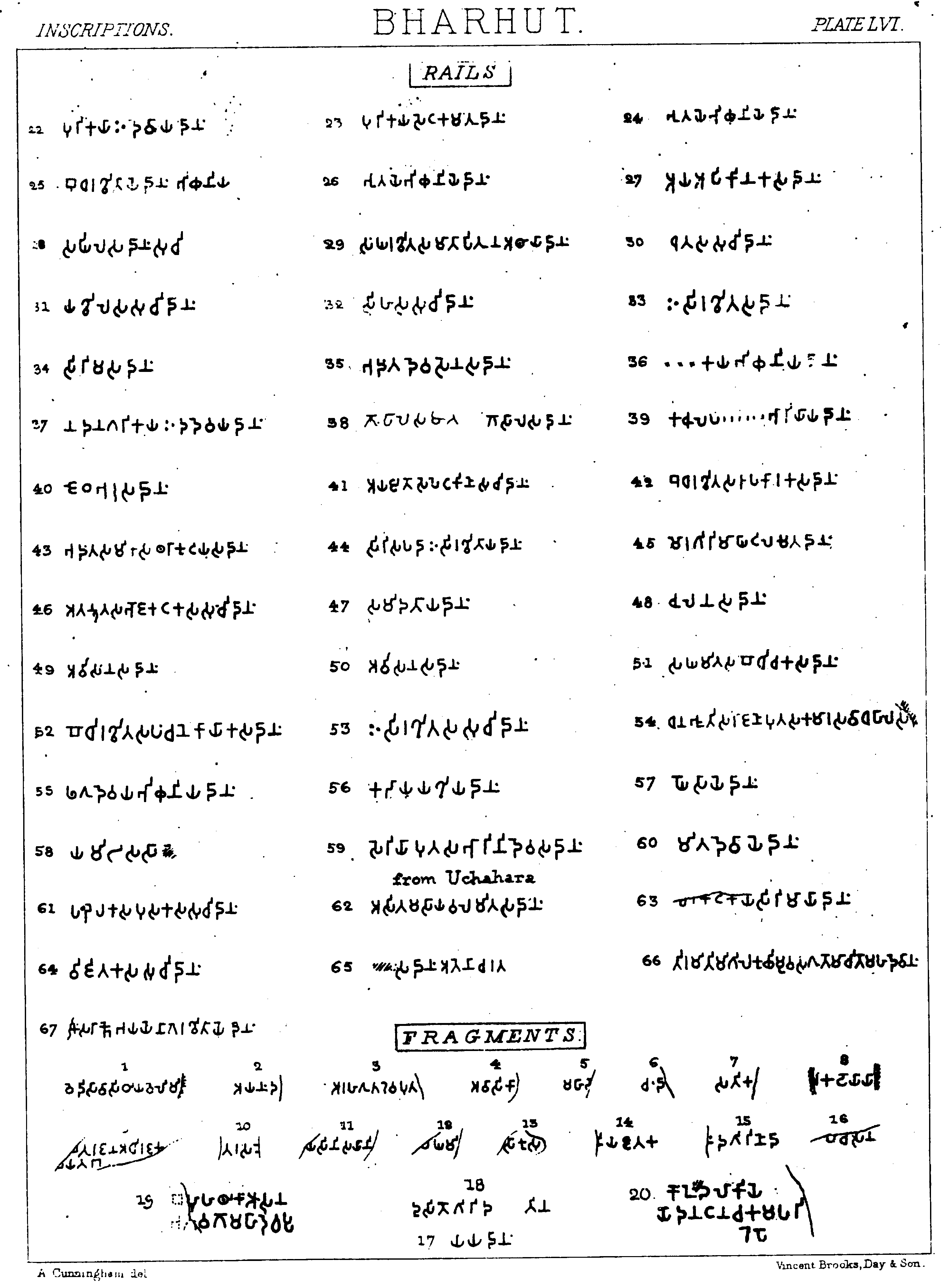
碑文
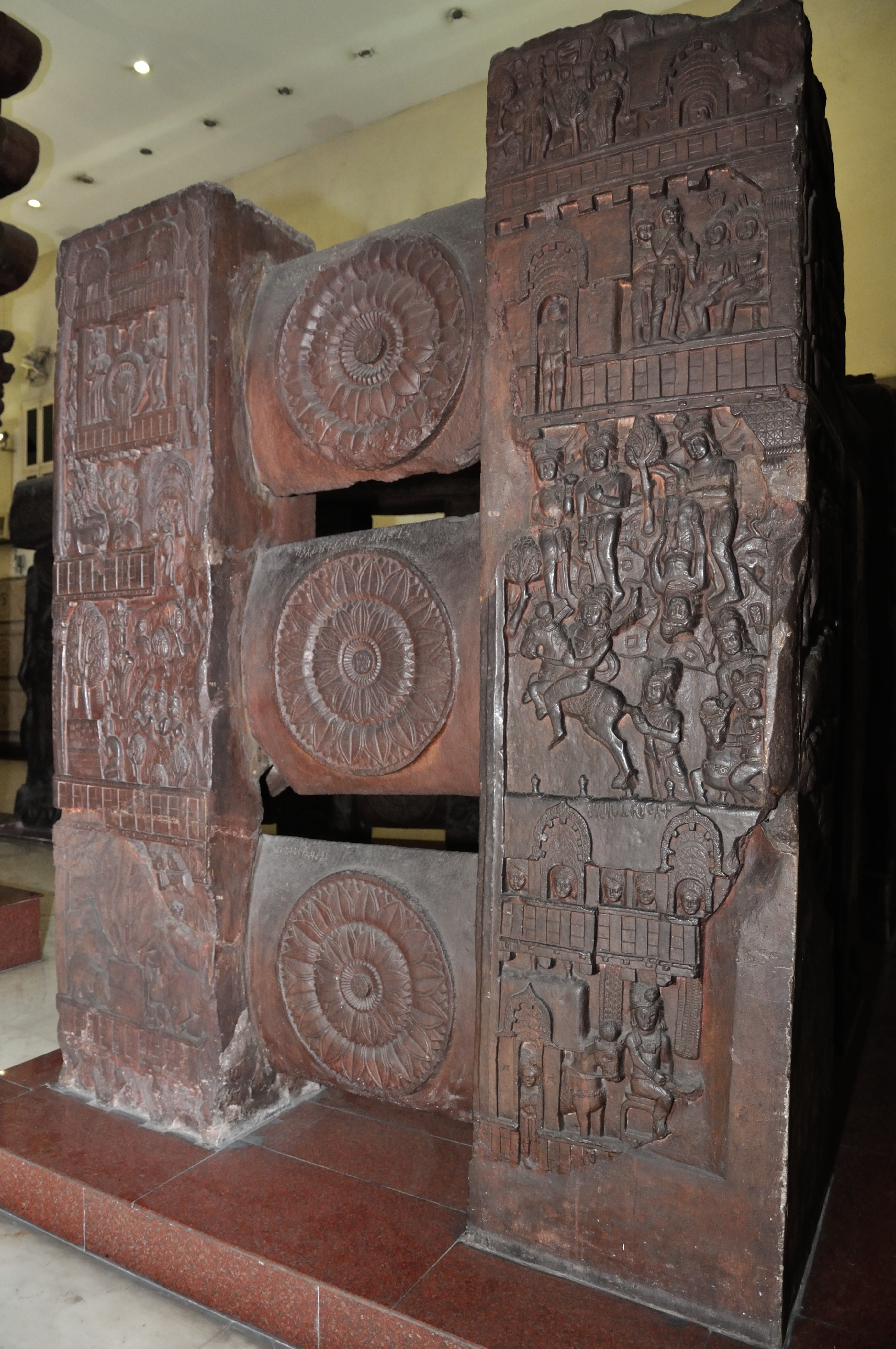
インド博物館にある柵部分.